# Estero de Domingo Rubio
Estero de Domingo Rubio este o arie protejată (sit de importanță comunitară — SCI, arie de protecție specială avifaunistică — SPA) din Spania întinsă pe o suprafață de 343,06 ha, integral pe uscat.

## Localizare
Centrul sitului Estero de Domingo Rubio este situat la coordonatele 37°11′51″N 6°54′13″W / 37.1975°N 6.9035°V.

## Înființare
Situl Estero de Domingo Rubio a fost declarat arie de protecție specială avifaunistică în octombrie 2002 pentru a proteja 1 specie de plante și 110 specii de animale. Situl a fost protejat și ca sit de importanță comunitară în decembrie 1997.

## Biodiversitate
Situată în ecoregiunile marină Atlantică și mediteraneană, aria protejată conține 7 habitate naturale: Pajiștile Spartina (Spartinion maritimae), Galerii și tufărișuri riverane sudice (Nerio-Tamaricetea și Securinegion tinctoriae), Estuare, Terase mlăștinoase și terase nisipoase neacoperite de apă la reflux, Lagune de coastă, Salicornia și alte specii anuale care populează regiunile mlăștinoase și nisipoase, Tufărișuri halofile mediteraneene și termo-atlantice (Sarcocornetea fruticosi).
La baza desemnării sitului se află mai multe specii protejate:
- plante (1): Limonium lanceolatum
- păsări (106): uliu porumbar (Accipiter gentilis), lăcar mare (Acrocephalus arundinaceus), fluierar de munte (Actitis hypoleucos), pescăruș albastru (Alcedo atthis), rață sulițar (Anas acuta), rață pitică (Anas crecca), rață mare (Anas platyrhynchos), gâscă cenușie (Anser anser), fâsă-de-câmp (Anthus campestris), Aquila fasciata, egretă mare (Ardea alba), stârc cenușiu (Ardea cinerea), stârc roșu (Ardea purpurea), stârc galben (Ardeola ralloides), pietruș (Arenaria interpres), ciuf de câmp (Asio flammeus), rață-cu-cap-castaniu (Aythya ferina), rața moțată (Aythya fuligula), Bubulcus ibis, pasărea ogorului (Burhinus oedicnemus), Calidris alba, fugaci de țărm (Calidris alpina), Calidris canutus, fugaci roșcat (Calidris ferruginea), fugaci mic (Calidris minuta), bătăuș (Calidris pugnax), prundăraș de sărătură (Charadrius alexandrinus),  prundaș gulerat mic (Charadrius dubius), prundaș gulerat mare (Charadrius hiaticula), chirichița cu obraz alb (Chlidonias hybrida), chirighiță neagră (Chlidonias niger), barză albă (Ciconia ciconia), șerpar (Circaetus gallicus), erete de stuf (Circus aeruginosus), erete vânăt (Circus cyaneus), porumbel gulerat (Columba palumbus), dumbrăveancă (Coracias garrulus), prepeliță (Coturnix coturnix), egretă mică (Egretta garzetta), șoim de iarnă (Falco columbarius), șoim călător (Falco peregrinus), vânturel roșu (Falco tinnunculus), cinteză (Fringilla coelebs), lișiță (Fulica atra), Fulica cristata, ciocârlan (Galerida cristata), becațină comună (Gallinago gallinago), găinușă de baltă (Gallinula chloropus), scoicar (Haematopus ostralegus), acvilă pitică (Hieraaetus pennatus), piciorong (Himantopus himantopus), Hydrocoloeus minutus, pescăriță mare (Hydroprogne caspia), stârc pitic (Ixobrychus minutus), capîntortură (Jynx torquilla), pescăruș negricios (Larus fuscus), Larus genei, pescăruș-cu-cap-negru (Larus melanocephalus), Larus michahellis, pescăruș râzător (Larus ridibundus), sitar de mal nordic (Limosa lapponica), sitar de mâl (Limosa limosa), grelușel-de-zăvoi (Locustella luscinioides), rață fluierătoare (Mareca penelope), rață pestriță (Mareca strepera), Mergus serrator, prigoare (Merops apiaster), gaia neagră (Milvus migrans), codobatura galbenă (Motacilla flava), rață cu ciuf (Netta rufina), Numenius arquata arquata, Numenius phaeopus, stârc de noapte (Nycticorax nycticorax), ciuf-pitic (Otus scops), Oxyura leucocephala, vultur pescar (Pandion haliaetus), cormoran mare (Phalacrocorax carbo carbo), flamingo roz (Phoenicopterus roseus), lopătar (Platalea leucorodia), țigănuș (Plegadis falcinellus), ploier auriu (Pluvialis apricaria), ploier argintiu (Pluvialis squatarola), corcodel mare (Podiceps cristatus), corcodel-cu-gât-negru (Podiceps nigricollis), Porphyrio porphyrio porphyrio, cristei de baltă (Rallus aquaticus), ciocântors (Recurvirostra avosetta), lăstun de mal (Riparia riparia), mărăcinar negru (Saxicola torquatus), Spatula clypeata, rață cârâitoare (Spatula querquedula), chiră de baltă (Sterna hirundo), chiră mică (Sternula albifrons), turturică (Streptopelia turtur), silvie de tufiș (Sylvia undata), corcodel mic (Tachybaptus ruficollis), călifar alb (Tadorna tadorna), chiră de mare (Thalasseus sandvicensis), fluierar negru (Tringa erythropus), fluierar de mlaștină (Tringa glareola), fluierar cu picioare verzi (Tringa nebularia), fluierarul de zăvoi (Tringa ochropus), fluierarul cu picioare roșii (Tringa totanus), pănțărușul (Troglodytes troglodytes), pupăză (Upupa epops), nagâț (Vanellus vanellus)
- amfibieni (1): Discoglossus galganoi
- mamifere (2): vidră de râu (Lutra lutra), râs iberic (Lynx pardinus)
- reptile (1): Mauremys leprosa

Pe lângă speciile protejate, pe teritoriul sitului au mai fost identificate 4 specii de plante, 43 de specii de păsări, 1 specie de pești.